# 小原凡司
小原 凡司（おはら ぼんじ、1963年 - ）は、日本の軍事ジャーナリスト。笹川平和財団上席フェロー。一般社団法人DEEP DIVE代表理事。福井県出身。

## 経歴
中学校卒業後、海上自衛隊生徒として海上自衛隊に入隊した後、防衛大学校に進学。1985年、海上自衛隊に再度入隊した後は回転翼操縦士として勤務。1998年筑波大学大学院修了。2003年から2006年までは駐中国大使館防衛駐在官を務めた。
2006年に防衛省海上幕僚監部指揮通信情報部情報課情報班長、2009年に第21航空群第21航空隊司令、2010年退職、2011年にIHS Jane'sアナリスト兼ビジネス・デベロップメント・マネージャーを歴任。2013年、東京財団研究員を経て、2017年より笹川平和財団上席研究員を務める。2023年より上席フェロー。

## 著書
- 『中国の軍事戦略』（2014年10月、東洋経済新報社）
- 『何が戦争を止めるのか』（2016年9月、ディスカヴァー・トゥエンティワン）
- 『China Sharp Power 米国が排除に動いた中国の「第3の影響力」とは何か?』（東洋経済新報社、2019年11月）

### 補注
1. ↑  通常の高校は経ていない